# 佳普切
49°1′18″N 23°54′18″E / 49.02167°N 23.90500°E
季亞普切（烏克蘭語：Тяпче），是烏克蘭西部的村莊，隸屬伊萬諾-弗蘭科夫斯克州的卡盧什區。該村面積76.7平方公里，2001年人口1,471，人口密度每平方公里19.2人。